# Lill-Herrsjön (Junsele socken, Ångermanland)
Lill-Herrsjön är en sjö i Sollefteå kommun i Ångermanland och ingår i Ångermanälvens huvudavrinningsområde. Sjön har en area på 0,217 kvadratkilometer och ligger 222,2 meter över havet.

## Delavrinningsområde
Lill-Herrsjön ingår i det delavrinningsområde (705925-155449) som SMHI kallar för Mynnar i Rensjön. Medelhöjden är 236 meter över havet och ytan är 0,78 kvadratkilometer. Räknas de 4 avrinningsområdena uppströms in blir den ackumulerade arean 9,87 kvadratkilometer. Vattendraget som avvattnar avrinningsområdet har biflödesordning 3, vilket innebär att vattnet flödar genom totalt 3 vattendrag innan det når havet efter 120 kilometer. Avrinningsområdet består mestadels av skog (71 procent). Avrinningsområdet har 0,22 kvadratkilometer vattenytor vilket ger det en sjöprocent på 28,3 procent.